# Astyanax pedri
Astyanax pedri är en fiskart som först beskrevs av Eigenmann, 1908.  Astyanax pedri ingår i släktet Astyanax och familjen Characidae. Inga underarter finns listade.